# 海南分性双吸虫
海南分性双吸虫（学名：Gonpodasmius hainanensis）为囊双科分性双吸虫属的动物。在中国大陆，分布于南海等海域，营寄生生活，宿主细鳞三棱鲈，寄生部位为鳃。该物种的模式产地在海南岛白马井。其种加词“hainanensis”意为“海南的”。